# Ängelholm
Ängelholm je švédské město v okrese Ängelholm v kraji Skåne , které leží na jihovýchodě mořského průlivu Kattegat v zátoce Skälderviken. K 31. prosinci 2012 mělo město 39 612 obyvatel.

## Historie
Status města obdržel v roce 1516 od krále Kristiána II. Dánského. Po následující dvě století zůstal malým městem. V roce 1658 spolu se zbytkem Skåne v rámci roskildského míru změnil stát, do kterého patřil, z Dánska na Švédsko. V 19. století město rostlo díky industrializaci. V roce 1912 se v souvislosti se změnou švédského pravopisu změnil zápis názvu města z Engelholm na Ängelholm.

## Sport
Ve městě sídlí hokejový klub Rögle BK hrající nejvyšší švédskou ligu. 